# Сарсуэла (блюдо)
Сарсуэ́ла из ры́бы (исп. zarzuela de mariscos, zarzuela de pescado, кат. sarsuela de peix) — суп-рагу, блюдо каталонской кухни, популярное на территории Испанского Леванта. Представляет собой ассорти из тушёного рыбного филе и целого набора морепродуктов. Иногда рыбную сарсуэлу называют «испанским буйабесом» или «паэльей без риса».

## История
Происхождение блюда не вполне ясно. Сложные рыбные рагу издавна готовят во французском Руссильоне и на средиземноморском побережье Испании (Коста-Дорада). По мнению некоторых известных каталонских гастрономов, таких как Тони Массанес (кат. Toni Massanés) и Манель Маркес (кат. Manel Marquès), прототипом сарсуэлы могла быть тушёная рыба по-барселонски, с XIX века подававшаяся в рыбных ресторанчиках Барселонета — исторического квартала в Барселоне. Название блюда связывают с сарсуэлой — испанским музыкально-драматическим жанром, сочетающем вокальные выступления, разговорные диалоги и танцы. Своё название представление получило по имени королевской резиденции Сарсуэла, расположенной неподалёку от Мадрида, в которой в XVII веке прошёл первый спектакль такого типа. В процессе эволюции представления в этом жанре сблизились с французскими водевилем и опереттой. В связи с этим блюдо иногда буквально переводят как «оперетка». Полученное на основе более простого рецепта супа-рагу (в частности, с использованием традиционных каракатиц, мидий и креветок), называют сарсуэлой, в том же случае, если в него входят дорогостоящие омар или лангуст, то тогда кушанье уважительно называют — la ópera (опера).

## Приготовление
Обычно сарсуэлу готовят в приморских районах из свежевыловленной разнообразной рыбы, морепродуктов; состав блюда зависит от сезона. Сарсуэла — парадное, сложное в приготовлении и дорогое блюдо, требующее большого количества ингредиентов. Обычно её готовят для праздничной трапезы в кругу семьи или для больших торжественных застолий. Подобно испанской паэлье, приготовление сарсуэлы зачастую превращается в публичное действо, обставляемое ритуалами и развлечениями. В отличие от паэльи, сарсуэла готовится не на плоской сковороде, а в глиняном горшочке или особой керамической посуде, напоминающей сковородку (кат. caçola), и не требует добавления риса. В некоторых регионах, например в Валенсии, рецепт сарсуэлы допускает использование овощей при приготовлении соуса. В качестве соуса используется каталонская, валенсийская пикада.
Сарсуэла представляет собой ассорти из тушёного рыбного филе и набора морепродуктов (на что указывает испанское название — zarzuela de mariscos): морских моллюсков (мидии, кальмары, каракатицы и пр.), ракообразных (всевозможные креветки, лангусты, омары), залитое густым соусом на основе рыбного бульона. Чем больше сортов рыбы и морепродуктов используется, тем блюдо больше ценится. Гастрономическая энциклопедия Ларусс приводит один из рецептов, в котором бульон готовится на основе репчатого лука и сладкого перца. Эти овощи тушат на оливковом масле с чесноком. В полученную массу добавляют тонко нарезанные ломтики копчёной ветчины, нарезанные помидоры и приправы (миндальный порошок, лавровый лист, шафран, петрушку, перец). После этого добавляют белое вино и лимонный сок. Традиционно каталонское рагу подают на стол в той же посуде, в которой оно готовилось.